# Gåse steg
Gåse steg (por vezes também grafado gåsesteg ou gaase steg) é um prato típico da culinária da Dinamarca.
Constituindo um dos pratos principais da mesa de Natal dinamarquesa, consiste em ganso assado, recheado com maçãs e ameixas secas. Para além destes ingredientes, pode também incluir limão, cebola, açúcar, sal e pimenta.
O ganso é servido com couve e com batatas caramelizadas, conhecidas em dinamarquês como brunede kartofler. Pode ainda ser acompanhado pelo molho castanho dinamarquês brun sovs, que pode ser preparado, neste caso, com a gordura libertada pelo ganso enquanto é assado.